# Зямбай
Зямба́й (рос. Зямбай) — присілок у складі Юкаменського району Удмуртії, Росія.
Населення — 7 осіб (2010; 15 в 2002).
Національний склад (2002):
- удмурти — 100 %